# امگا (فیلم)
اومگا (انگلیسی: Omega) فیلمی در ژانر مهیج است که در سال ۲۰۰۸ منتشر شد.